# Johann Conrad Werle
Johann Conrad Werle (Vils, 2 agosto 1701 – Roma, 2 dicembre 1777) è stato un organaro austriaco.

## Biografia
Johann Conrad Werle (Johann Konrad Wörle), in italiano Giovanni Corrado Werle o Verlé, nacque a Vils nel Tirolo, da Josef, fornaio, e Barbara Koller.
Le prime notizie sulla sua attività come organaro risalgono al 1726, quando riparò l'organo di Breitenwang (nei pressi di Vils).

Successivamente, si trasferì a Roma dove rimase tutta la vita. Nel 1731 era iscritto alla Confraternita della Beata Vergine Maria della Pietà, con sede presso la chiesa di S. Maria della Pietà in Campo Santo, un sodalizio nazionale a cui aderivano persone provenienti da varie regioni dell'impero germanico, che si erano stabilite a vivere a Roma.

A Roma ebbe bottega all'attuale numero civico 8 di Piazza dell'Orologio. Al 1733 risale il suo primo strumento datato e firmato, un organo positivo 'ottavino', oggi conservato nel Museo Nazionale degli Strumenti Musicali a Roma. Divenne presto uno dei più apprezzati organari del tempo, costruendo numerosi organi a Roma e in varie città dell'allora Stato pontificio. 

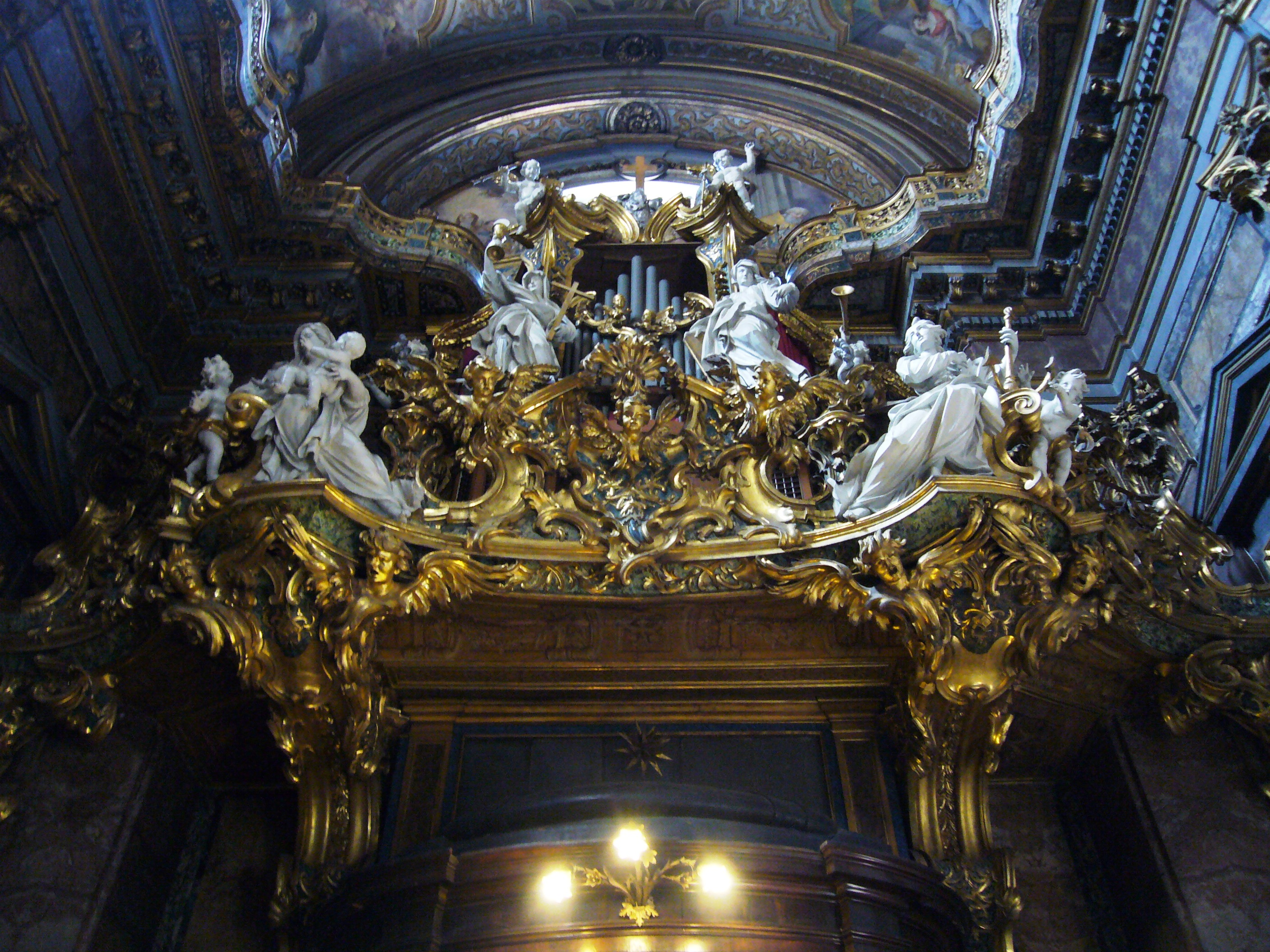
Roma, cantoria e organo di S. Maria Maddalena (prima metà del XVIII secolo)

I  suoi strumenti presentano le caratteristiche tipiche dell'organaria italiana del tempo - unica tastiera, ripieno a file separate, flauti in VIII e in XII, e in qualche caso un registro Trombone nei bassi e di un Cornetto a 2 o 3 file nei soprani -, integrate da alcuni elementi tipici dell'organaria austro-tedesca.  In tutti i suoi organi, per esempio, è presente un Flauto in ottava bassa, sostanzialmente un Bordone (Gedacktflöte) 8', interamente in canne tappate di legno, da usare "a solo" come secondo Principale;  in diversi casi il ripieno termina con una Vigesimanona in registri, vale a dire una XXIX con la replica di una o due file di ripieno, XXII e XXVI, affine al Cymbel tedesco; in un paio di strumenti utilizzò anche un registro di Viola 8'.

Tra i più importanti strumenti realizzati da Werle a Roma vanno ricordati quello per S. Maria Maddalena (1735-36), probabilmente quello per  S. Antonio dei Portoghesi (1750) e quello per S. Eustachio (1767), completo rifacimento di un precedente organo di Celestino Testa (1747-49). Tutti questi organi furono collocati sopra alcune delle più fastose cantorie del tardo Barocco romano. Testimoniano della buona fattura dei suoi strumenti i numerosi organi positivi che di lui ancor oggi si conservano.

Morì a Roma il 2 dicembre 1777.
Quale membro della confraternita di S. Maria della Pietà in Campo Santo fu sepolto nel cosiddetto Cimitero Teutonico nella Città del Vaticano, dove tuttora si trova la sua lapide sepolcrale.

La bottega di Werle fu rilevata dall'allievo Ignazio Priori (1748-1803), originario di Chieti, capostipite di una famiglia di organari, attiva a Roma per cinque generazioni, dalla fine del XVIII secolo fino agli inizi del Novecento.

È probabile un legame di parentela con i Wörle liutai tirolesi, e ancor più con l'organaro Ignaz Franz Wörle, originario di Vils ma stanziatosi a Bolzano, autore dell'organo della chiesa parrocchiale di S. Nicolò a Caldaro (Kaltern) (1750 ca.) e forse anche di quello della chiesa di S. Stefano a Pinzano di Montagna (Pinzon, Montan).

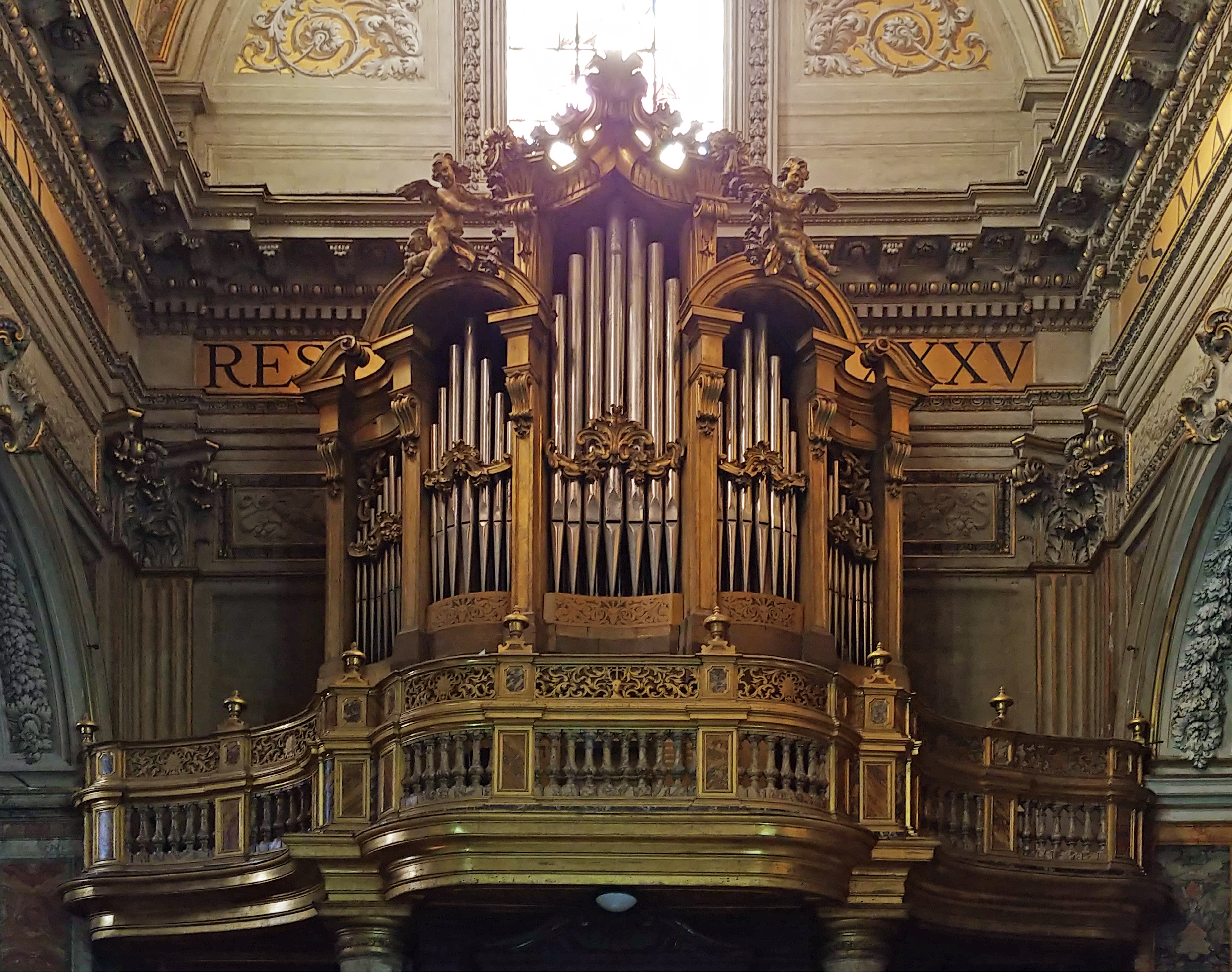
Roma, cantoria e organo di S. Eustachio

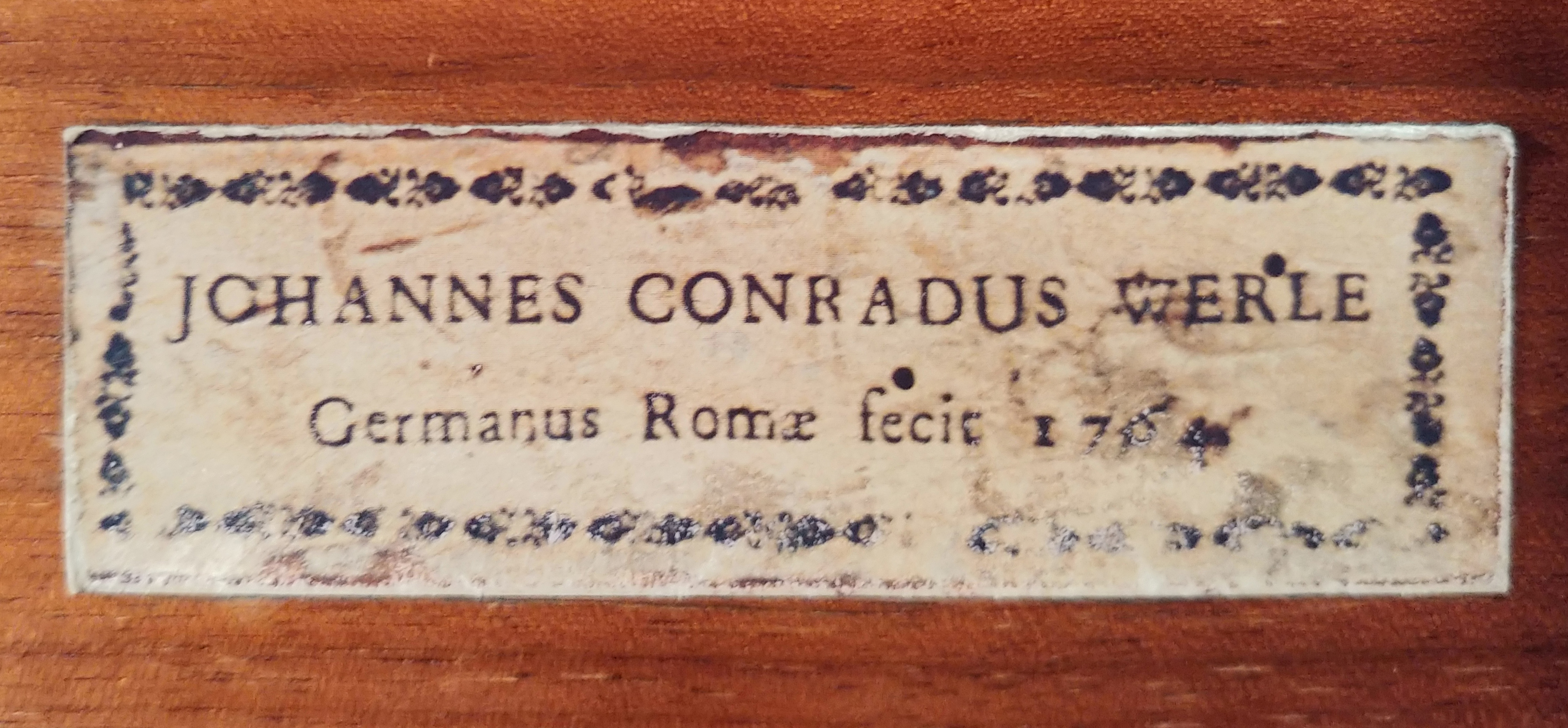
Etichetta del Werle nel somiere dell'organo di S. Eustachio a Roma (1767)

## Organi realizzati
(l'asterisco indica quelli ancora esistenti)
- Roma, Museo Nazionale degli Strumenti Musicali, organo ottavino (1733)*
- Roma, Chiesa di Santa Maria Maddalena (Roma) (1735-36)
- Roma, Conservatorio delle Zitelle di S. Giovanni in Laterano (ca. 1741-42)
- Roma, Conservatorio di S. Pasquale Baylon (ca. 1742-43)
- Roma, S. Paolo alla Regola (1743)
- Roma oratorio del Ss. Crocifisso di S. Marcello (1744)*
- Leonessa, frazione Albaneto, Chiesa di San Nicola (1745)*
- Otricoli, S. Maria Assunta (1748)
- Rieti, S. Agnese, monastero delle domenicane (1748)
- Roma, S. Antonio dei Portoghesi (probabile) (1748)
- Roma,  S. Maria in Aracoeli, cappella dell'Immacolata Concezione (1752)*
- Lugnano in Teverina, S. Maria Assunta (1756)*
- Leonessa, santuario di San Giuseppe da Leonessa (1759)*
- Corte (Corsica), chiesa dell'Annunciazione (1764)*
- Supino, Santuario dei SS. Pietro e Cataldo (1765)*
- Poggio Mirteto, S. Giovanni Battista (ca. 1765)*
- Roma, S. Giuseppe alla Lungara (1767)*
- Roma, S. Eustachio (1767) (rifacimento dell'organo di Celestino Testa, 1747-49)*
- Roma, S. Maria in Via (1768)
- Montecelio, S. Giovanni Evangelista (1769)*
- Roma, SS. Apostoli (1772)
- Monte Romano, S. Spirito (1775)*
- Roma, SS. Vincenzo ed Anastasio (1776) (resti*)
- Montefiascone, S. Bartolomeo (1777)*
- Roma, Gesù Bambino (1777)*
- Roma, S. Maria in Campitelli (1777, incompiuto)

## Organi attribuibili
- Roma, SS. Nereo e Achilleo*
- Roma, S. Eusebio*
- Roma, S. Callisto (resti)*

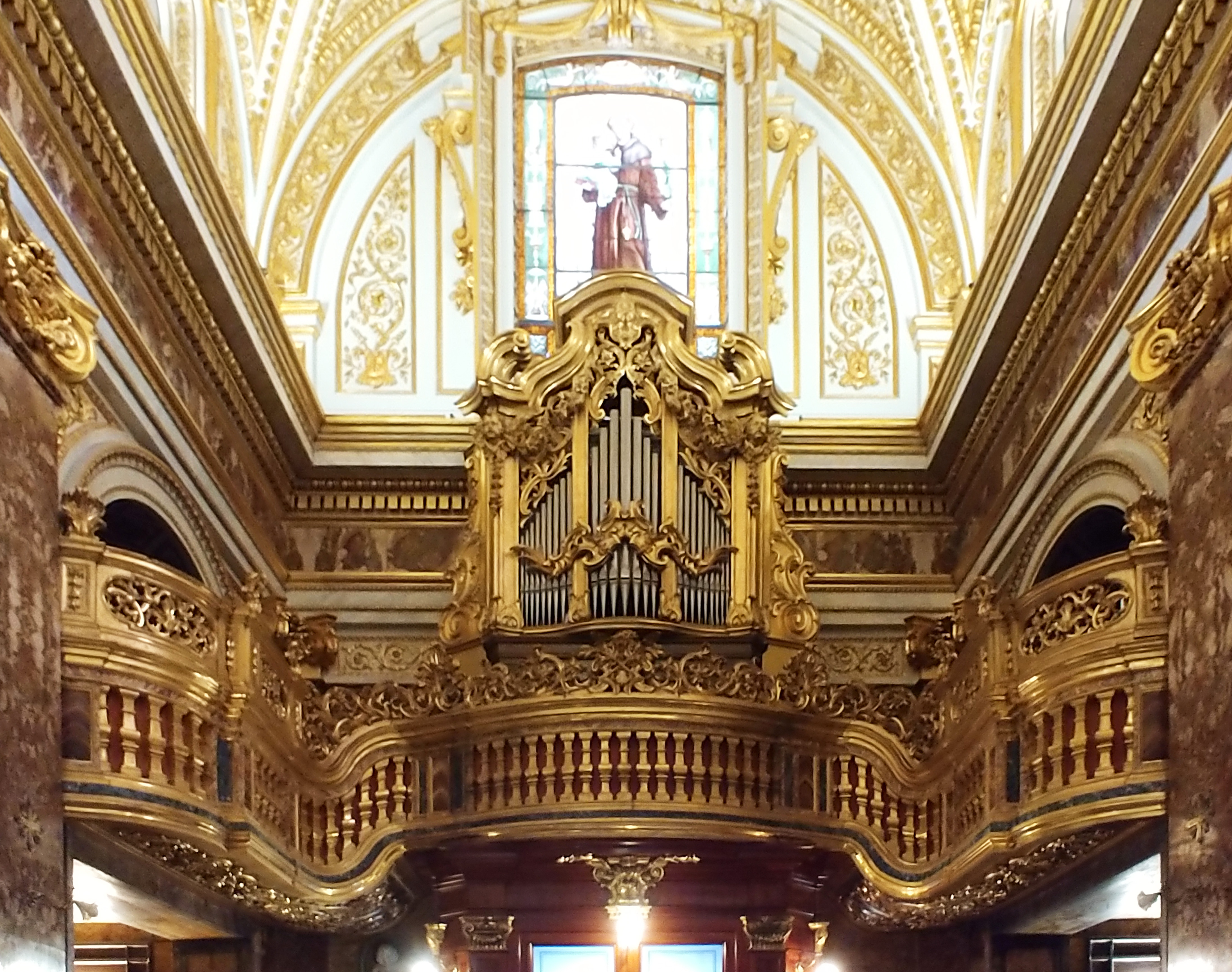
Roma, Sant'Antonio dei Portoghesi, cantoria e facciata dell'organo (1748)

- Roma, SS. Michele e Magno, proveniente dalla cappella del coro di S. Pietro (probabilmente terminato da Ignazio Priori, 1810)*